# جام تکزاکو ۷۳–۱۹۷۲
جام تکزاکو ۷۳–۱۹۷۲ سومین دوره جام تکزاکو بود که توسط تکزاکو حمایت مالی شد. تیم ایپسویچ تاون، در یک فینال رفت و برگشت، نوریچ سیتی را در مجموع ۴-۲ شکست داد و برنده شد.

## مرحله اول
بازی‌ها به صورت رفت و برگشت در زمین هردو تیم مقابل هم برگزار شد.
| تیم ۱              | نتیجه     | تیم ۲              | تاریخ           |
| ------------------ | --------- | ------------------ | --------------- |
| کاونتری سیتی       | ۳–۳       | مادرول             | ۱۲ سپتامبر ۱۹۷۲ |
| کاونتری سیتی       | ۰–۱       | مادرول             | ۲۷ سپتامبر ۱۹۷۲ |
| ایپسویچ تاون       | ۴–۲       | سنت جانستون        | ۱۲ سپتامبر ۱۹۷۲ |
| ایپسویچ تاون       | ۲–۰       | سنت جانستون        | ۲۷ سپتامبر ۱۹۷۲ |
| ولورهمپتون واندررز | ۵–۱       | کیلمارنوک          | ۱۲ سپتامبر ۱۹۷۲ |
| ولورهمپتون واندررز | ۰–۰       | کیلمارنوک          | ۲۶ سپتامبر ۱۹۷۲ |
| ایر یونایتد        | ۰–۰       | نیوکاسل یونایتد    | ۱۳ سپتامبر ۱۹۷۲ |
| ایر یونایتد        | ۰–۲       | نیوکاسل یونایتد    | ۲۷ سپتامبر ۱۹۷۲ |
| داندی              | ۲–۱       | نوریچ سیتی         | ۱۳ سپتامبر ۱۹۷۲ |
| داندی              | ۰–۲       | نوریچ سیتی         | ۲۷ سپتامبر ۱۹۷۲ |
| هارتس              | ۱–۰       | کریستال پالاس      | ۱۳ سپتامبر ۱۹۷۲ |
| هارتس              | ۱–۰       | کریستال پالاس      | ۲۶ سپتامبر ۱۹۷۲ |
| لستر سیتی          | ۱–۱       | داندی یونایتد      | ۱۳ سپتامبر ۱۹۷۲ |
| لستر سیتی          | ۲(۵)–(۴)۲ | داندی یونایتد      | ۲۷ سپتامبر ۱۹۷۲ |
| شفیلد یونایتد      | ۱–۱       | وست برومویچ آلبیون | ۱۹ سپتامبر ۱۹۷۲ |
| شفیلد یونایتد      | ۰–۱       | وست برومویچ آلبیون | ۲۶ سپتامبر ۱۹۷۲ |

## یک‌چهارم نهایی
بازی‌ها به صورت رفت و برگشت در زمین هردو تیم مقابل هم برگزار شد.
| تیم ۱              | نتیجه     | تیم ۲              | تاریخ         |
| ------------------ | --------- | ------------------ | ------------- |
| هارتس              | ۰–۰       | مادرول             | ۱۶ اکتبر ۱۹۷۲ |
| هارتس              | ۲–۴       | مادرول             | ۸ نوامبر ۱۹۷۲ |
| ایپسویچ تاون       | ۲–۱       | ولورهمپتون واندررز | ۲۴ اکتبر ۱۹۷۲ |
| ایپسویچ تاون       | ۱–۰       | ولورهمپتون واندررز | ۷ نوامبر ۱۹۷۲ |
| لستر سیتی          | ۲–۰       | نوریچ سیتی         | ۲۴ اکتبر ۱۹۷۲ |
| لستر سیتی          | ۰(۳)–(۴)۲ | نوریچ سیتی         | ۸ نوامبر ۱۹۷۲ |
| وست برومویچ آلبیون | ۲–۱       | نیوکاسل یونایتد    | ۲۵ اکتبر ۱۹۷۲ |
| وست برومویچ آلبیون | ۱–۳       | نیوکاسل یونایتد    | ۸ نوامبر ۱۹۷۲ |

## نیمه نهایی
بازی‌ها به صورت رفت و برگشت در زمین هردو تیم مقابل هم برگزار شد.
| تیم ۱           | نتیجه | تیم ۲        | تاریخ         |
| --------------- | ----- | ------------ | ------------- |
| نیوکاسل یونایتد | ۱–۱   | ایپسویچ تاون | ۱۴ مارس ۱۹۷۳  |
| نیوکاسل یونایتد | ۰–۱   | ایپسویچ تاون | ۱۰ آوریل ۱۹۷۳ |
| نوریچ سیتی      | ۲–۰   | مادرول       | ۱۴ مارس ۱۹۷۳  |
| نوریچ سیتی      | ۲–۳   | مادرول       | ۲۱ مارس ۱۹۷۳  |

## فینال
| ایپسویچ تاون | ۲–۱ | نوریچ سیتی |
| ------------ | --- | ---------- |
| موریس ,      |     | پین        |

| نوریچ سیتی | ۱–۲ | ایپسویچ تاون               |
| ---------- | --- | -------------------------- |
| کراس       |     | تره‌ور وایمارک · کلایو وودز |